# Theodor Pallady
Theodor Pallady (1871-1956) fue un pintor rumano. Siendo joven, Pallady se mudó a Dresde, en donde estudió ingeniería. Más adelante se trasladó a París, donde trabajó con Henri Matisse, Georges Rouault y Albert Marquet. En 1904, volvió a Rumania.

## Legado
La Casa Melik, situada en Bucarest, alberga el Museo Theodor Pallady, una rama del Museo Nacional de Arte de Rumania. Aquí están expuestas sus pinturas en lienzo, así como 800  bocetos de paisajes, retratos y bodegones, que son representativos de su período parisino. El edificio, construido en 1750 por Hagi Kevork Nazaretoglu, es la casa más antigua de Bucarest. Frente al edificio del museo se encuentra una estatua de bronce de Theodor Pallady, creada por el escultor rumano Gheorghe D. Anghel.
Otras obras de Pallady son características de la colección principal del Museo Nacional, en el Museo Zambaccian de Bucarest, el Palacio de la Cultura en Iași, el Museo del Condado de Argeș en Piteşti, y el Museo Nacional Brukenthal en Sibiu. También hay pinturas de este pintor en el Museo de Arte de Craiova en Craiova, Rumania.